# Caistor
Caistor este un oraș în comitatul Lincolnshire, regiunea East Midlands, Anglia. Orașul se află în districtul West Lindsey.